# الكسندر ريني
الكسندر ريني (بالإنجليزية: Alexander Rennie)‏ هو راكب الكنو جنوب أفريقي، ولد في 28 سبتمبر 1959، وتوفي في 4 ديسمبر 2013 في ريتشموند ‏ في جنوب أفريقيا.

## وصلات خارجية
- الكسندر ريني على موقع أوليمبيديا (الإنجليزية)